# دبورا فرانسوا
دبورا فرانسوا (فرانسوی: Déborah François‎؛ زادهٔ ۲۴ مهٔ ۱۹۸۷) بازیگر اهل بلژیک است. وی از سال ۲۰۰۵ میلادی تاکنون مشغول فعالیت بوده‌است.
از فیلم‌ها یا برنامه‌های تلویزیونی که وی در آنها نقش داشته‌است می‌توان به بهیار، خدمات دانشجویی، بچه، هرگز پیر نشو و راهب اشاره کرد.

## فیلم‌شناسی
- ۲۰۰۵: بچه
- ۲۰۰۶: صفحه‌برگردان
- ۲۰۰۷: مورچه‌های قرمز
- ۲۰۰۷: تابستان هندی
- ۲۰۰۸: نمایندگان زن
- ۲۰۰۸: اولین روز از باقی زندگیت
- ۲۰۰۹: شب‌های لندن - تخت‌های ساخته‌نشده
- ۲۰۰۹: خوشحالم کن!
- ۲۰۰۹: ملکهٔ من کارو
- ۲۰۱۰: گوشه خاطرات
- ۲۰۱۰: خدمات دانشجویی
- ۲۰۱۱: راهب
- ۲۰۱۱: مصیبت‌های یک صندوقدار
- ۲۰۱۲: محبوب
- ۲۰۱۳: یکشنبهٔ زیبا - دور شدن
- ۲۰۱۳: این عشق نیست
- ۲۰۱۴: استاد
- ۲۰۱۵: من با یک غریبه ازدواج کردم
- ۲۰۱۶: گل طوفان
- ۲۰۱۶: خانوادهٔ من تو را می‌پرستند
- ۲۰۱۶: من و سزان
- ۲۰۱۷: هر کس پی زندگی خود و اعتقادات مأنوس خود
- ۲۰۱۹: هرگز پیر نشو
- ۲۰۲۰: بهیار

## جوایز و نامزدی‌ها
| سال  | اتحادیه              | دسته‌بندی                                       | کار کنید                 | نتیجه    |
| ---- | -------------------- | ---------------------------------------------- | ------------------------ | -------- |
| ۲۰۰۶ | جوایز جوزف پلاتیو    | جایزه جوزف پلاتیو برای بهترین بازیگر زن بلژیکی | بجه                      | پیروز    |
| ۲۰۰۶ | جوایز سزار           | جایزه سزار برای آینده‌دارترین بازیگر زن         | بچه                      | نامزدشده |
| ۲۰۰۷ | جوایز سزار           | جایزه سزار برای آینده‌دارترین بازیگر زن         | صفحه‌برگردان              | نامزدشده |
| ۲۰۰۷ | جوایز لومیر          | جایزه لومیر برای آینده‌دارترین بازیگر زن جوان   | صفحه‌برگردان              | نامزدشده |
| ۲۰۰۷ | جوایز اس‌ای‌سی‌دی       | جایزه سوزان بیانچتی                            | —                        | برنده    |
| ۲۰۰۹ | جایزه رومی اشنایدر   | جایزه رومی اشنایدر                             | —                        | برنده    |
| ۲۰۰۹ | جوایز سزار           | جایزه سزار برای آینده‌دارترین بازیگر زن         | اولین روز از باقی زندگیت | برنده    |
| ۲۰۱۳ | جایزه گلوب د کریستال | جایزه گلوب د کریستال برای بهترین بازیگر زن     | محبوب                    | نامزدشده |
| ۲۰۱۳ | جوایز ماگریت         | جایزه ماگریت برای بهترین بازیگر زن             | مصیبت‌های یک صندوقدار     | نامزدشده |
| ۲۰۱۴ | جوایز ماگریت         | جایزه ماگریت برای بهترین بازیگر زن             | محبوب                    | نامزدشده |
| ۲۰۱۵ | جوایز ماگریت         | جایزه ماگریت برای بهترین بازیگر زن             | استاد                    | نامزدشده |